# Ribécourt-la-Tour
Ribécourt-la-Tour is een gemeente in het Franse Noorderdepartement (regio Hauts-de-France) en telt 404 inwoners (1999). De plaats maakt deel uit van het arrondissement Cambrai.

## Geografie
De oppervlakte van Ribécourt-la-Tour bedraagt 8,8 km², de bevolkingsdichtheid is 45,9 inwoners per km².
De onderstaande kaart toont de ligging van Ribécourt-la-Tour met de belangrijkste infrastructuur en aangrenzende gemeenten.

## Demografie
Onderstaande figuur toont het verloop van het inwonertal (bron: INSEE-tellingen).